# Internationaal Auschwitz Comité
Het Internationaal Auschwitz Comité (IAC) werd in 1952 opgericht door overlevenden van het concentratiekamp Auschwitz en was bedoeld om andere overlevenden te ondersteunen. Daarnaast zet het comité zich in tegen racisme en antisemitisme. 
Bij het IAC behoren organisaties uit 19 landen: Australië, België, Duitsland, Frankrijk, Griekenland, Israël, Italië, Luxemburg, Nederland, Oostenrijk, Polen, Roemenië, Rusland, Slowakije, Slovenië, Tsjechië, Oekraïne, Hongarije, Verenigde Staten.